# Станціонний (Березовський міський округ)
Станціо́нний (рос. Станционный) — селище у складі Березовського міського округу Кемеровської області, Росія.

## Населення
Населення — 120 осіб (2010; 101 у 2002).
Національний склад (станом на 2002 рік):
- росіяни — 94 %